# Palácio Ninomaru

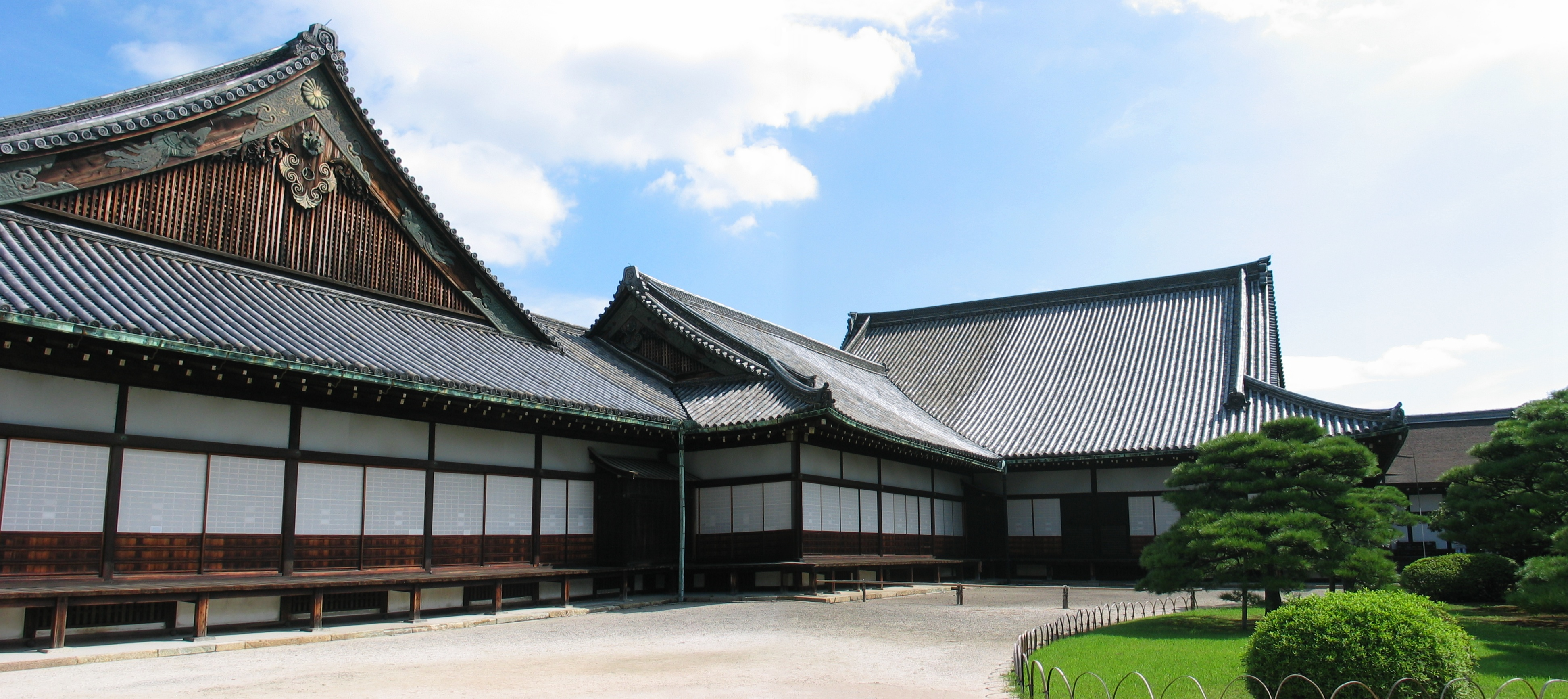
Aspecto parcial do Palácio Ninomaru.

O Palácio Ninomaru (em japonês: 二の丸御殿 Ninomaru Gōten) é um palácio do Japão situado em Quioto, no interior do Castelo de Nijō, recinto que divide com um outro palácio, o Palácio Honmaru.

## História

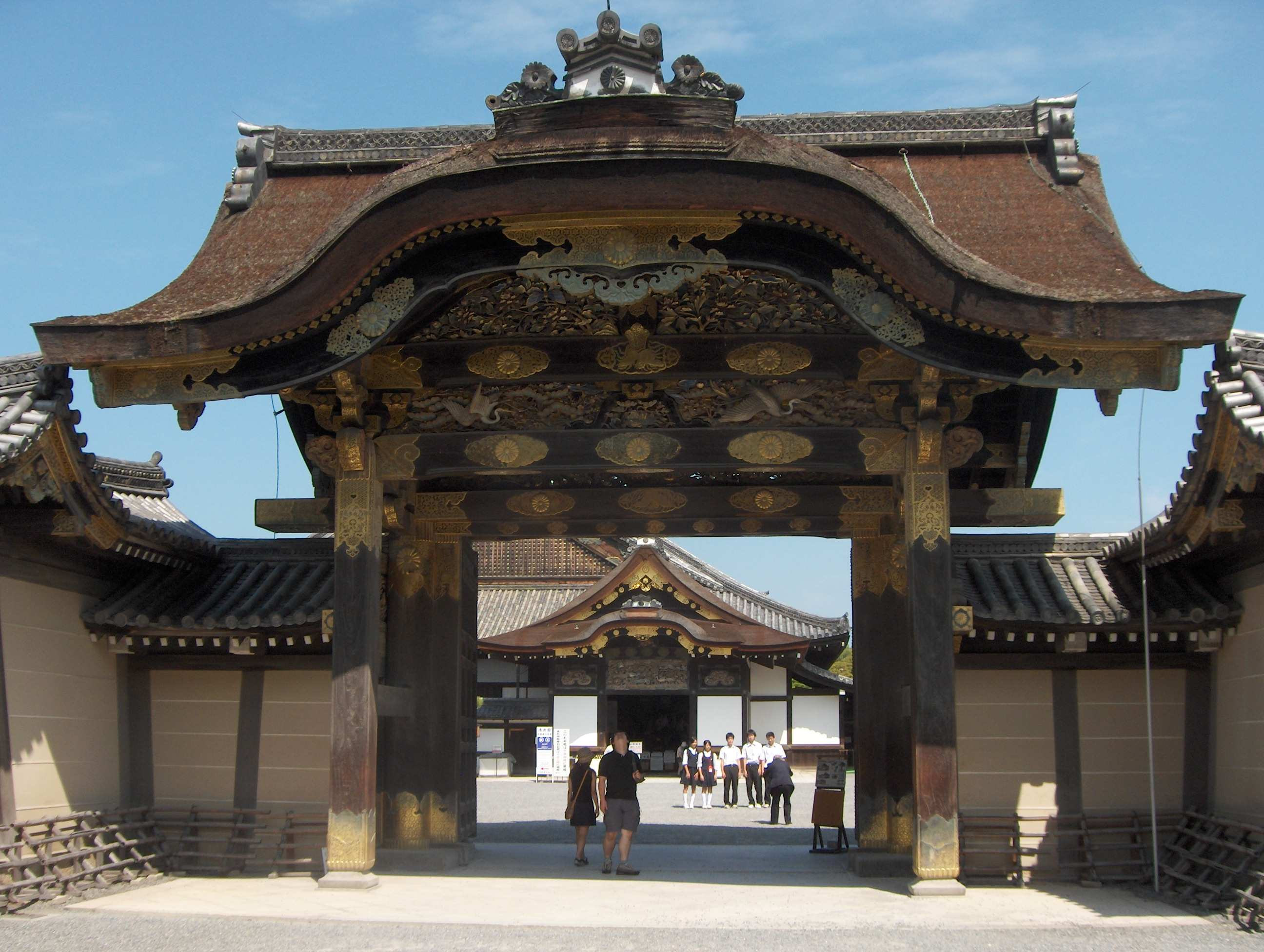
O Kara-mon, entrada principal do Palácio Ninomaru.

Em 1601, Tokugawa Ieyasu, o fundador do Xogunato Tokugawa, ordenou a todos os senhores feudais do oeste do Japão que contribuissem para na construção do Castelo de Nijō, o qual foi concluido durante o reinado de Tokugawa Iemitsu, em 1626. Partes do Fushimi-jō, tais como a torre principal e o Portão Kara, foram movidos para aqui entre 1625 e 1626. Este castelo foi construido como a residência em Quioto dos It was built as the Kyoto residence of the xoguns Tokugawa. Aquele xogunato usou Edo como cidade capital, mas Quioto continuou a ser a casa da Corte Imperial. O Palácio Imperial de Quioto fica localizado a nordeste do Castelo de Nijo.
A torre central, ou torre de menagem, foi atingida por um raio e ardeu até ao solo em 1791.

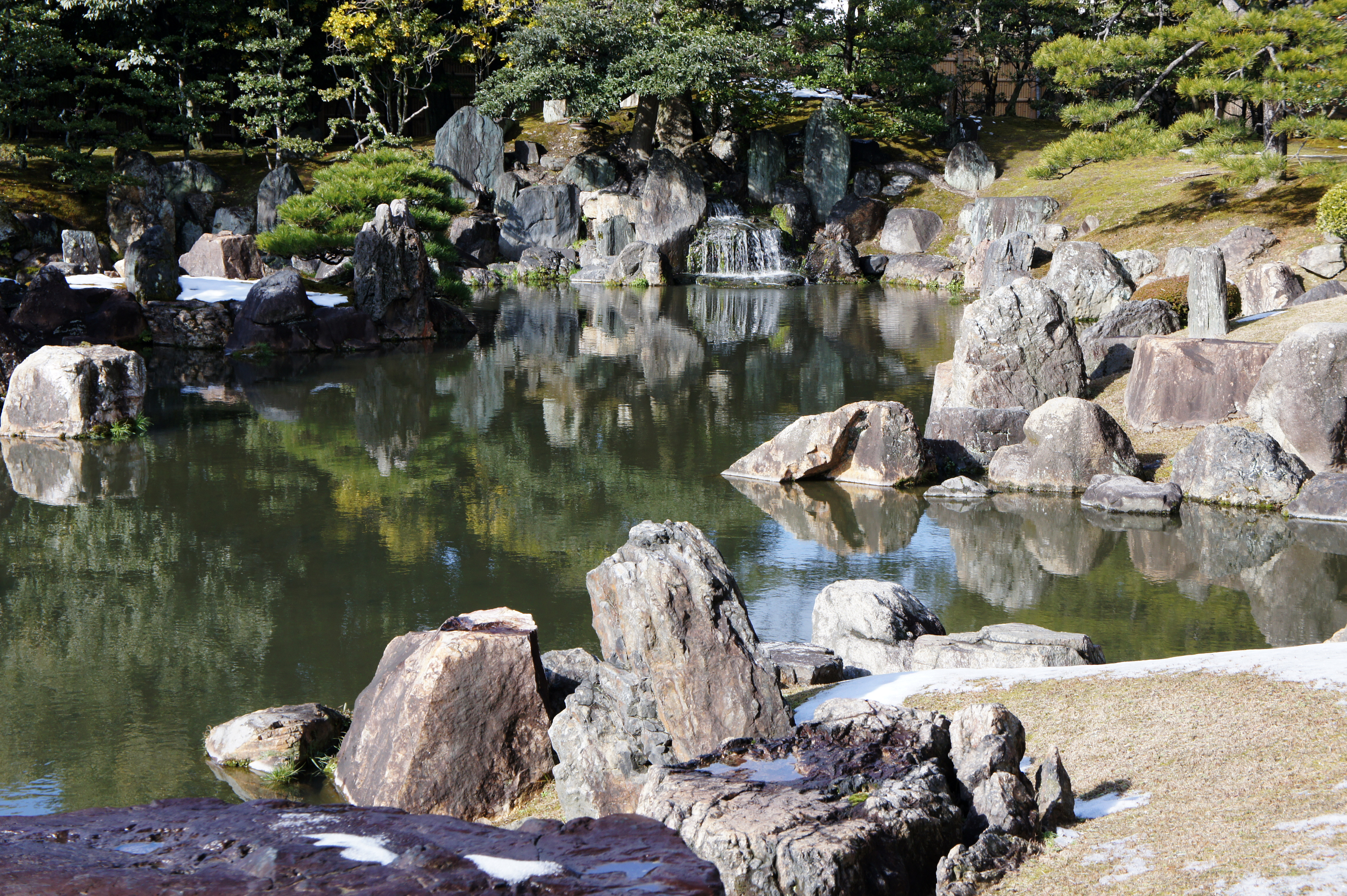
Detalhe do jardim do Palácio Ninomaru.

Em 1788, o palácio interior foi destruído pelo grande incêndio da cidade. O lugar permaneceu vazio até à construção da residência dos príncipes, transferida do Palácio Imperial de Quioto em 1893.
Em 1867, o Palácio Ninomaru serviu de palco para a declaração de Tokugawa Yoshinobu, a qual devolveu a autoridade à Corte Imperial. No ano seguinte, o Gabinete Imperial foi instalado no castelo. O palácio tornou-se propriedade imperial e foi declarado palácio destacado. Durante este período, a mancha de malva Tokugawa foi removida tanto quanto possível e substituída pelo chrysanthemum imperial.
Em 1939 o palácio foi doado à cidade de Quioto e abriu ao público no ano seguinte.

## Descrição

Planta do Palácio Ninomaru.

O Palácio Ninomaru é um palácio de 3.300 metros quadrados que consiste em cinco edifícios separados e é construído quase inteiramente em cipreste do Japão. A decoração inclui abundantes quantidades de folhas de ouro e elaborados entalhes de madeira, procurando impressionar o visitante com o poder e a riqueza dos xoguns. As portas de correr de cada sala estão decoradas com pinturas por artistas da escola Kanō.
O castelo é um excelente exemplo de controle social manifestado no espaço arquitectónico. Visitantes de baixo estatuto eram recebidos nas áreas exteriores do Palácio Ninomaru, enquanto aos de mais elevada posição eram mostradas as mais subtis câmaras interiores. Em vez de tentar conciliar as entradas com as salas para os guardas (como foi feito em muitos castelos), os Tokugawas escolheram expô-los proeminentemente. Deste modo, a construção prestou-se a exprimir intimidação e poder aos visitantes do período Edo.
O edifício acolhe várias câmaras de recepção diferentes, aposentos oficiais e de habitação do xogum, onde apenas eram permitidas servidoras do sexo feminino. Um dos mais bem sucedidos elementos do Palácio Ninomaru Palace são os uguisubari ("pavimentos rouxinol") nos corresores. Para proteger os ocupantes do ataque dos ladrões e assassinos, os construtores idealizaram os pavimentos dos corredores de forma a fazerem sons como pássaros quando alguém caminhasse sobre eles.

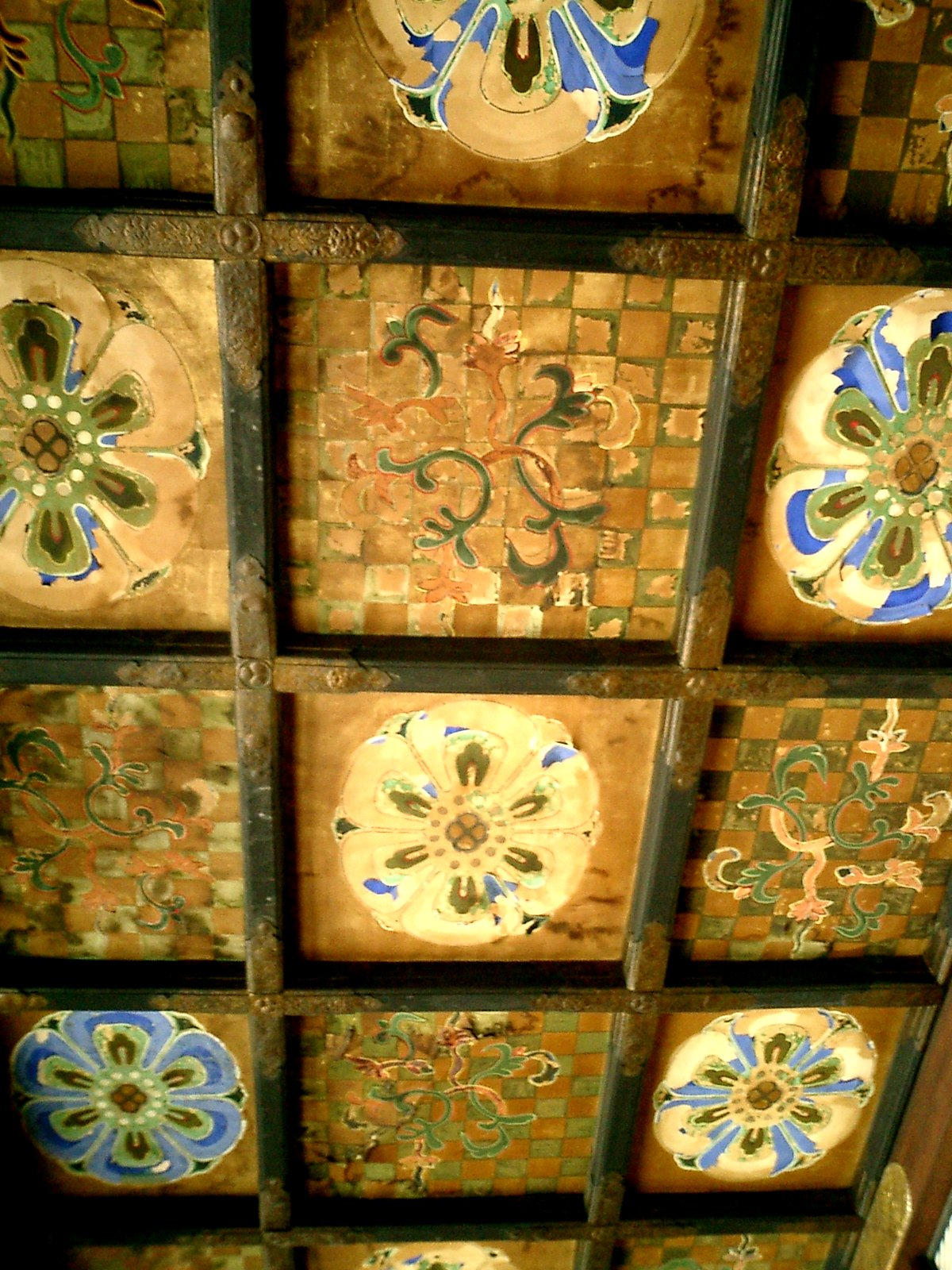
Detalhe dum tecto do Palácio Ninomaru.

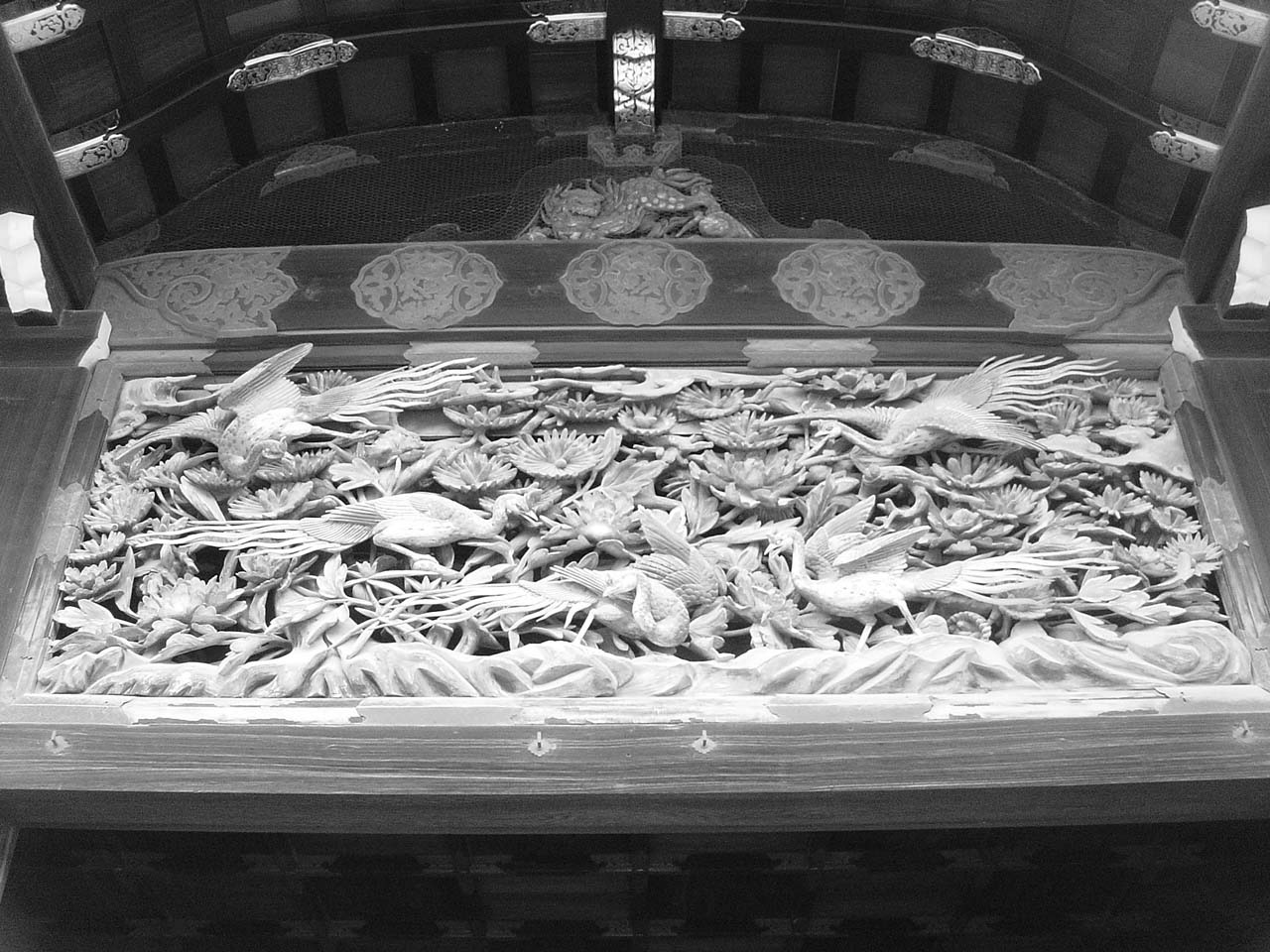
Detalhe do Kara-mon, entrada principal para o Palácio Ninomaru.

Algumas das salas do palácio também contêm portas especiais por onde os guarda-costas do xogum podiam entrar e protegê-lo.
A sequência das salas, a começar pela entrada, é a seguinte:
- Yanagi-no-ma (Sala Amarela),
- Wakamatsu-no-ma (sala Jovem Pinheiro)
- Tozamurai-no-ma (Sala dos Retentores)
- Shikidai-no-ma (Sala de Recepção)
- Rōchu-no-ma (Gabinetes Ministeriais)
- Chokushi-no-ma (Sala do Mensageiro Imperial)

O Ōhiroma (Grande Vestíbulo) é o coração central do Palácio Ninomaru e consiste em quatro câmaras:
- Ichi-no-ma (Primeira Grande Câmara)
- Ni-no-ma (Segunda Grande Câmara)
- San-no-ma (Terceira Grande Câmara)
- Yon-no-ma (Quarta Grande Câmara)
- assim como a Musha-kakushi-no-ma (Câmara dos Guarda-costas) e a Sotetsu-no-ma (Câmara da Samambaia Japonesa).

As partes traseiras são:
- Kuroshoin (Câmara de Audiência Interna)
- Shiroshoin (áreas residenciais do xogum)

O acesso principal ao Palácio Ninomaru é feito através do Kara-mon (Portão Kara), dum pátio e do mi-kurumayose ou "honorável acesso das carruagens".

## Jardim
O Jardim Ninomaru foi desenhado pelo famoso arquitecto paisagista e mestre de chá Kobori Enshu. Fica localizado próximo do Palácio Ninomaru, entre os dois principais anéis de fortificações do Castelo de Nijō. O jardim possui um grande lago com três ilhas e apresenta numerosas pedras cuidadosamente colocadas e pinheiros artisticamente trabalhados em topiária.

## Literatura
- Schmorleitz, Morton S. (1974). Castles in Japan. Tóquio: Charles E. Tuttle Co. pp. 81–83. ISBN 0-8084-1102-4 Verifique |isbn= (ajuda)
- Motoo, Hinago (1986). Japanese Castles. Tóquio: Kodansha. pp. 200 páginas. ISBN 0-87011-766-1